# 黎巴嫩政黨列表
黎巴嫩政黨列表（List of political parties in Lebanon），黎巴嫩有許多政黨，通常具有宗派性質。自 2005 年以來，在前總理拉菲克·哈里裡遇害後，政治舞台變得非常兩極化，大多數主要政黨和運動成為兩大聯盟之一，即三月八日聯盟和三月十四日聯盟的一部分。
自2016年米歇爾·奧恩當選總統並組建以薩阿德·哈里裡總理為首的新政府以來，三月十四日聯盟已經失去影響力，政治舞台已演變為真主黨和在自由愛國運動、黎巴嫩力量、阿邁勒運動和未來運動。反對派，即在 2016 年選舉中反對米歇爾·奧恩當選總統的各方，包括黎巴嫩長槍黨、民族自由黨和阿什拉夫·裡菲運動等傳統政黨。此後，政治舞台上出現了新的非宗派政治團體，如利哈奇和公民在一個國家(MMFIDAWLA)，此外還有許多在上次議會選舉中鬆散結盟的民間社會團體。他們有一個共同的目標，即取代他們認為失敗的政治模式，該模式是在導致2020年經濟危機的面臨再次內戰邊緣後引入的。